# Rhododendron balangense
Rhododendron balangense är en ljungväxtart som beskrevs av Wen Pei Fang. Rhododendron balangense ingår i släktet rododendron, och familjen ljungväxter. Inga underarter finns listade i Catalogue of Life.